# سفارت ایالات متحده آمریکا در منامه
سفارت ایالات متحده آمریکا در منامه (به عربی: سفارة الولایات المتحدة فی المنامة) یک منطقهٔ مسکونی و نمایندگی سیاسی ایالات متحده آمریکا در بحرین است که در منامه واقع شده‌است.